# Vampir z Gorjancev
Vampir z Gorjancev je fantazijska pripoved Mateta Dolenca, prvič izdana leta 1979  pri založbi Mladinska knjiga. Po njej je bil leta 2008 posnet istoimenski film. Ponatisnjena je bila leta 1995 pri založbi Mladika in 2004 pri založbi DZS v Dnevnikovi zbirki Slovenska zgodba. 1988 je izšel v Pragi češkem prevodu Františka Benharta (Upir z Gorjancú: Fantastický román (COBISS)).

## Zgodba
Zgodba se dogaja na Dolenjskem in deloma tudi v Ljubljani kjer študira glavni lik, dvajsetletni Roman, ki je tipičen predstavnik študentskega življenja v šestdesetih letih, ki so bili čas hipijevstva in študentskih nemirov. Roman študira skupaj z najboljšim prijateljem Rodinom. Poslušata glasbo, pijeta v študentskih gostilnah, spita s študentkami in pišeta pesmi ter satire. Roman se zaljubi v že poročeno Lenoro, s katero sta se prvič zagledala na pokopališču 1. novembra, med njima se razvije zelo strastno razmerje. Zgodba pa se najbolj zaplete in doseže vrh, ko Lenorin mož Krot in njegov šef Kartevald (oba sta že dolgo mrtva) ugrabita Lenoro in njenega sina Urha in ju odpeljeta v gozd, v vampirsko trdnjavo, ki je v zapuščeni vasici. Roman in Rodin s pomočjo župnika Lesjaka rešita Lenoro in Urha. Zgodba pa se konča, ko Urh, spremenjen v vampirja, zasadi zobe v Romanov vrat.

## Kritika
Tone Peršak je zapisal, da je Dolenc z vampirsko tematiko opozarjal na univezalnost socialnega položaja političnih funkcionarjev, ki je skozi zgodovino še vedno enak. Oblast vedno nekaj skriva, je skrivnostna hkrati pa je vidna in prisotna med ljudmi. Na drugi strani pa navadni ljudje, ki se prepuščajo orgijam in pijančevanju, saj niso zmožni storiti karkoli proti tej politični (vampirski) oblasti.
Avtor v svoji povesti izkoristi tematiko vampirstva, kot nekaj kar pri ljudeh vzbuja spoštovanje, strah in občutek prisotnosti neke nevidne avtorite.

## Film
Celovečerni film je dolg eno uro in 29 minut. Režiser in scenarist filma je Vinci Vogue Anžlovar. 
V njem nastopajo igralci:
Inti Šraj (Lenora),
Sebastijan Cavazza (Roman),
Vlado Novak (Kartnervald),
Filip Robar Dorin,
Gregor Luštek (Rodin),
Nevenka Vrančič,
Jonas Žnidaršič (Jup),
Gorazd Logar,
Ivo Barišič,
Robert Prebil,
Jaka Fon,
Lotos Vincenc Šparovec,
Zoran More,
Marko Pigac,
 Janez Hočevar,
Devi Bragalini in
Carlo Inti Anžlovar.